# FMA 20 Boyero
El FMA 20 Boyero fue un avión monoplano de origen argentino, de ala alta y biplaza de turismo, diseñado en 1939.

## Historia
Fue diseñado por el Instituto Aerotécnico en 1939, y para 1940 había sido construido el primer ejemplar de preserie en la Fábrica Militar de Aviones (FMA). El vuelo inicial se llevó a cabo el 2 de noviembre de ese año. Para 1941 se completó una segunda máquina que volvió a corroborar las bondades del diseño.
La construcción en serie fue encomendada a la firma privada Sfreddo y Paolini, pero la misma no pudo iniciarla por falta de materias primas a causa de la Segunda Guerra Mundial.
Una vez terminada la guerra se empezó la fabricación de los aviones, esta vez por la firma Petrolini Hnos., que terminó sus primeros aparatos para el año 1949. La fabricación involucró unas 130 máquinas, empleadas por aeroclubes y unidades de vuelo, así como la Dirección General de Aeronáutica Civil de la Secretaría de Aeronáutica. También prestaron servicio en la Fuerza Aérea Argentina y en Ejército.
Su motorización inicial comprendía un motor Continental A-50 de cuatro cilindros opuestos horizontalmente y refrigerados por aire, de 50 caballos de fuerza. Sin embargo, para la versión en serie se optó por un motor ligeramente más potente, el Continental A-65-8 de 65 caballos y derivado directo del anterior. Estas máquinas fueron designadas oficialmente I.Ae.20-II-B. Los dos prototipos de preserie anteriores con motores menos potentes fueron designados oficiosamente «F.M.A. Nº 1». Los motores impulsaban hélices bipala de madera.
Algunos ejemplares aún continúan en actividad en Argentina.

## Características
El fuselaje estaba compuesto por tubos de acero S.A.EX-4130, al cromo molibdeno, mientras que el varillado aerodinámico se construyó con listones de madera y revestimiento de tela. Las alas, del perfil NACA 23012, eran bilargueras con una serie de montantes y diagonales de cuerdas de piano, para asegurar la triangulación y, por ende, la rigidez del ala.
Las costillas y falsas costillas se construyeron con chapas de duraluminio estampadas y las punteras de ala tuvieron incidencia negativa, para retardar las pérdidas de sustentación. Los alerones, de construcción metálica y revestidos de tela, eran del tipo «frisse», aumentando la sustentación en los ángulos máximos, próximos a la pérdida de velocidad; los alerones tenían comandos diferenciales, y compensación estática y dinámica. Los empenajes también eran metálicos, mientras que el timón llevaba compensadores «flettner» graduables; los perfiles empleados en los planos horizontal y vertical de cola, correspondían a la serie NACA 0006. El tren de aterrizaje estaba compuesto por dos tetraedros independientes, amortiguados con anillos de goma, contando además con frenos mecánicos y rueda de cola. La cabina, biplaza con asientos lado a lado y controles duales, disponía de amplia visibilidad, con las puertas de acceso desprendibles en vuelo.

## Especificaciones

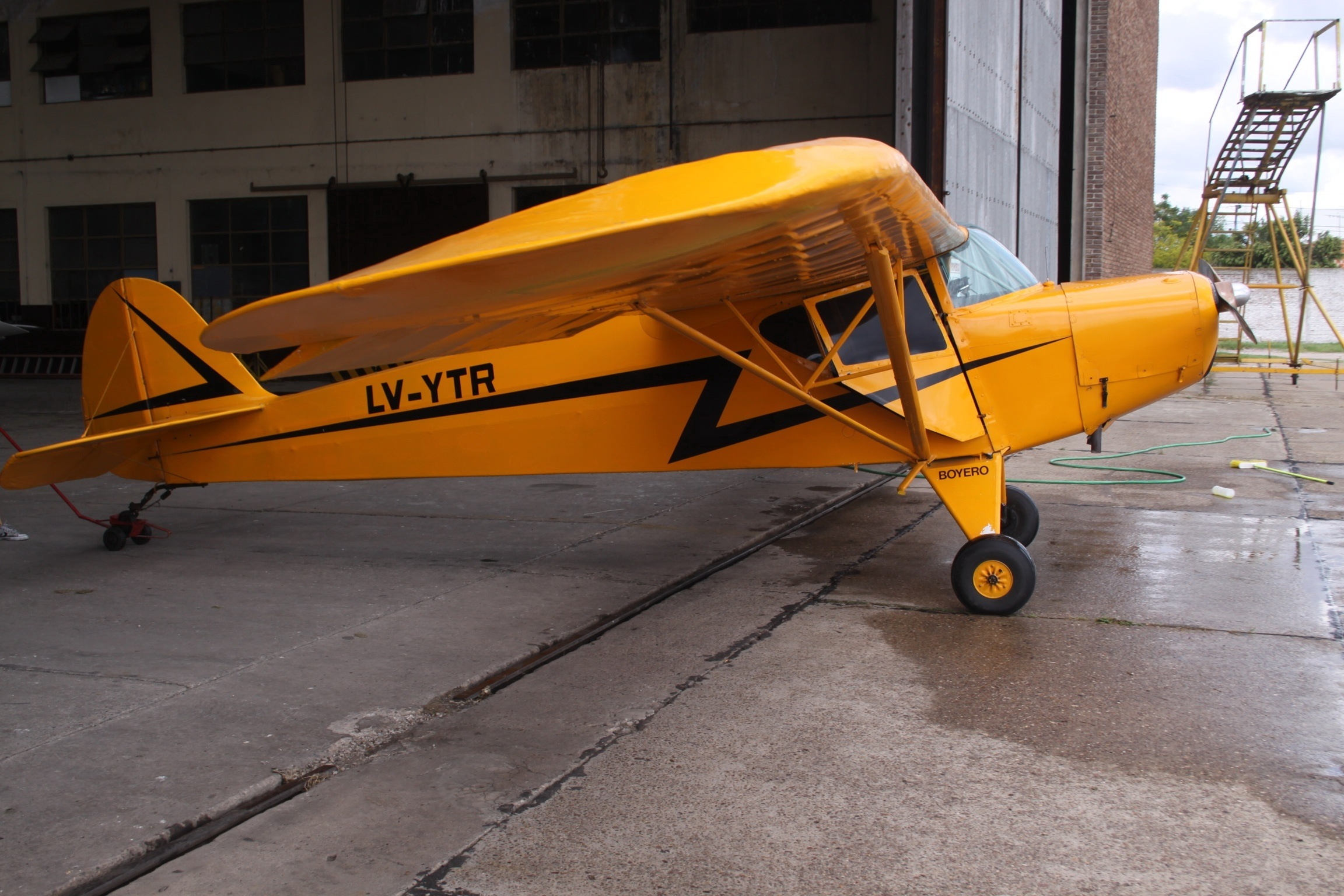
FMA IA-20A El Boyero

### Características generales
- Tripulación: 2
- Longitud: 7,1 m (23,3 ft)
- Envergadura: 11,5 m (37,7 ft)
- Altura: 1,8 m (5,9 ft)
- Superficie alar: 17,7 m² (190,5 ft²)
- Perfil alar: NACA 23012
- Peso vacío: 325 kg (716,3 lb)
- Peso útil: 225 kg (495,9 lb)
- Planta motriz: 1× motor bóxer Continental A-65-8.
  - Potencia: 48 kW (65 HP; 66 CV)
- Hélices: 1× bipala de paso fijo por motor.

### Rendimiento
- Velocidad máxima operativa (Vno): 160 km/h (99 MPH; 86 kt)
- Velocidad crucero (Vc): 140 km/h (87 MPH; 76 kt)
- Velocidad de entrada en pérdida (Vs): 55 km/h (34 MPH; 30 kt)
- Alcance: 560 km (302 nmi; 348 mi)
- Techo de vuelo: 4000 m (13 123 ft)
- Carga alar: 31 kg/m² (6,3 lb/ft²)
- Potencia/peso: 8,5 kg/hp